# 37,5m hlídkové čluny Austal
37,5metrové hlídkové čluny Austal jsou třídou rychlých hlídkových lodí jemenského námořnictva. Jedná se o zjednodušenou verzi hlídkových lodí australské třídy Bay. Mezi hlavní úkoly plavidel patří prosazování práva, potírání pašeráctví, protiteroristické operace, nebo hlídkování ve výhradní ekonomické zóně země.

## Stavba
Vývoj a stavba 10 hlídkových lodí této třídy byly objednány v červnu 2003 u australské loděnice Austal v Hendersonu. Kontrakt na stavbu lodí, náhradní díly a výcvik posádek dosáhl výše 55 milionů amerických dolarů. Čluny byly na vodu spuštěny mezi únorem a prosincem 2004. První čtyři čluny do služby vstoupily v červnu 2004 a zbylé do února 2005. Čluny nesou trupová čísla P-1022 až P-1031.

## Konstrukce
Plavidla jsou postavena ze slitin hliníku. Posádku tvoří 19 osob. Výzbroj tvoří 25mm dvoukanón a dva 12,7mm kulomety. Jsou vybaveny jeřábem. Na zádi se nacházejí dva 6,4metrové rychlé inspekční čluny RHIB. Pohonný systém tvoří dva diesely Caterpillar 3512, každý o výkonu 1750 hp, pohánějící přes převodovky Reintjes WVS 730 dva čtyřlisté lodní šrouby. Nejvyšší rychlost dosahuje 29 uzlů a cestovní 25 uzlů. Dosah je 1000 námořních mil.